# Жумагали, Курманбек Жумагалиевич
Курманбе́к Жумагали́евич Жумагали́ — (каз. Құрманбек Жұмағали, род. 27 августа 1985, КазССР) — журналист, ведущий, генеральный директор казахстанского телеканала «31 канал». Ранее занимал должности первого заместителя председателя правления "РТРК «Қазақстан» и генерального директора телеканала «Астана».

## Биография
Курманбек Жумагали родился 27 августа 1985 года. В 2008 году закончил Казахский национальный педагогический университет имени Абая, по специальности «журналистика».
- С 2004 — редактор — ведущий программы РТРК «Казахстан».
- С 2007 — продюсер дирекции информационных программ, ведущий итоговых новостей казахстанского телеканала «Хабар».
- С 2013 — руководитель пресс-службы, советник акима Карагандинской области.
- С 2014 — директор дирекции информационно-аналитических программ, ведущий ток-шоу «Сенбілік кездесу» РТРК «Қазақстан».
- С 2015 — директор департамента по развитию регионов РТРК «Қазақстан».
- С 2016 — директор ОФ «Фонд Ассамблеи народа Казахстана».
- С 2017 — первый заместитель генерального директора казахстанского телеканала «Алматы».
- С 2017 — заместитель руководителя управления внутренней политики Мангистауской области.
- С 2017 — руководитель управления внутренней политики Мангистауской области.
- С 2018 — директор ТОО «Қазақ радиолары».
- С 2019 — первый заместитель Председателя Правления РТРК «Қазақстан».
- С 2019 — генеральный директор телеканала «Астана».
- С 2021 — генеральный директор телеканала «31 канал».
- С 2023 — председатель правления НАО "Государственный центр поддержки национального кино".[4]

## Награды
| Страна    | Дата | Награда                |
| --------- | ---- | ---------------------- |
| Казахстан | 2018 | Медаль «20 лет Астане» |

## Семья
Женат, воспитывает 4 детей.